# La Vega (Cauca)
La Vega ist eine Gemeinde (municipio) des Departamentos Cauca in Kolumbien.

## Geographie
La Vega liegt in der Provincia del Sur in Cauca auf einer Höhe von 2272 m ü. NN, 104 km von Popayán entfernt. Die Gemeinde grenzt im Norden an La Sierra, im Süden an San Sebastián und Almaguer, im Osten an Sotará und San Agustín im Departamento del Huila und im Westen an Sucre.

## Bevölkerung
Die Gemeinde La Vega hat 47.417 Einwohner, von denen 3430 im städtischen Teil (cabecera municipal) der Gemeinde leben (Stand: 2019).

## Geschichte
Das Gebiet des heutigen La Vega wurde 1535 für die Spanier von Sebastián de Belalcázar erschlossen. Der Ort selbst wurde 1777 gegründet und erhielt 1875 den Status einer Gemeinde.

## Wirtschaft
Der wichtigste Wirtschaftszweig von La Vega ist die Landwirtschaft. Insbesondere werden Kaffee, Zuckerrohr für Panela und Mais angebaut. Über 90 % der Bevölkerung der Gemeinde leben aus den Einkünften des landwirtschaftlichen Sektors, wobei die Produktion im kleinen Stil erfolgt und zu großen Teilen aus Subsistenzwirtschaft besteht.